# Liesing, Stockenboi
Liesing je naselje v Občini Stockenboi v Okraju Beljak-dežela na Koroškem v Avstriji.